# Marek Szkudło

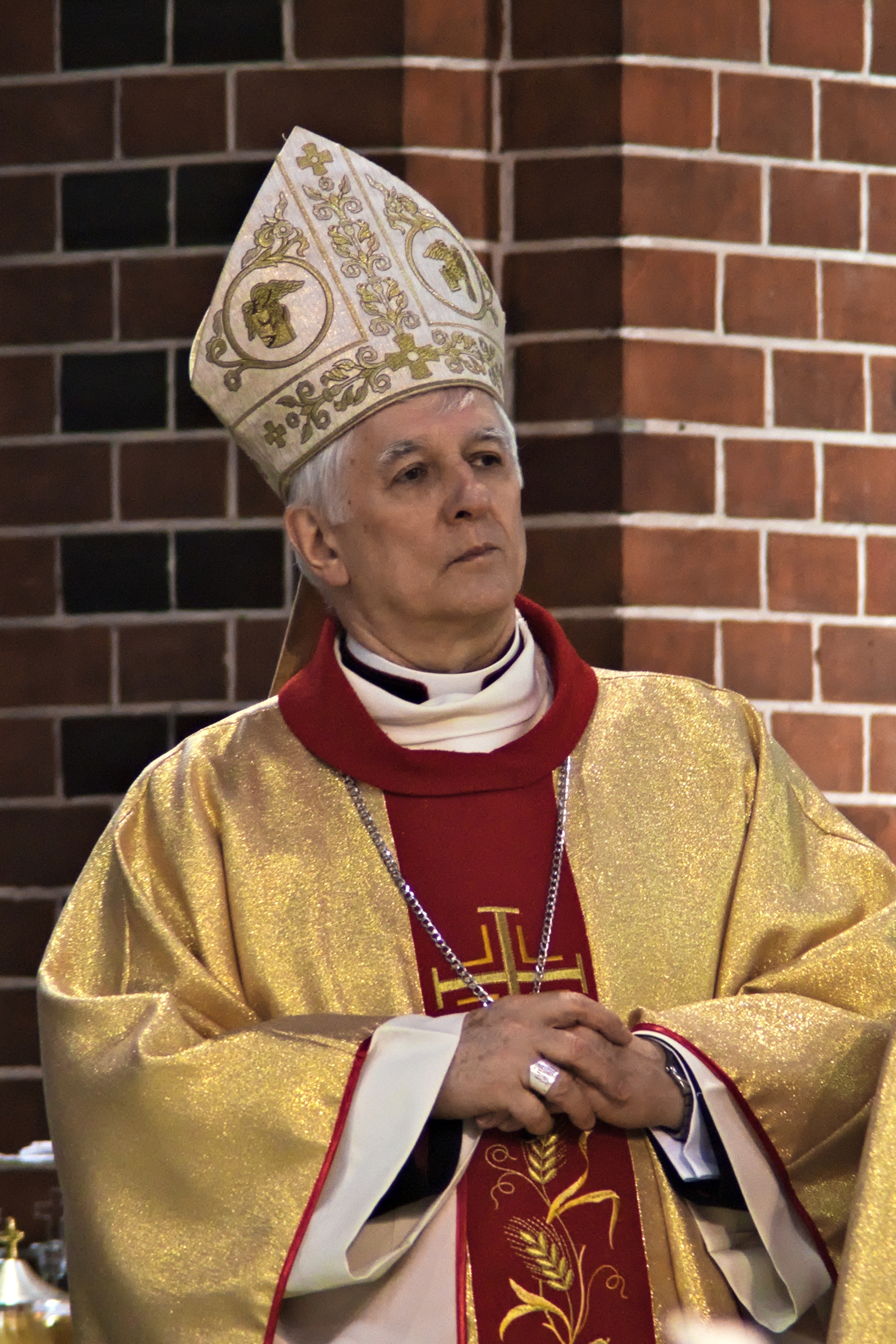
Marek Szkudło (2020)

Bischofswappen

Marek Szkudło (* 28. Februar 1952 in Tychy, Polen) ist ein polnischer Geistlicher und römisch-katholischer Weihbischof in Kattowitz.

## Leben
Marek Szkudło studierte Philosophie und Theologie am Priesterseminar in Krakau und empfing am 23. März 1978 durch Bischof Herbert Bednorz das Sakrament der Priesterweihe für das Bistum Kattowitz.
Nach Tätigkeiten in der Pfarrseelsorge war er von 1987 bis 1994 Visitator für die katechetischen Zentren des Bistums. Außerdem war er Seelsorger für die Pfadfinder und Mitglied der diözesanen Liturgiekommission. Von 1994 bis 2012 war er Pfarrer in Jastrzębie-Zdrój sowie Dekan. Außerdem war er mit der Seelsorge für die Arbeiter und Bergleute beauftragt, war Moderator der jungen Priester des Bistums und gehörte den Konsultorenkollegium an. Im Jahr 2003 verlieh ihm Papst Johannes Paul II. den Titel Päpstlicher Ehrenkaplan (Monsignore). Ab 2012 war er Bischofsvikar für die Priesterfortbildung und gehörte dem Priesterrat an. Zudem war er Präsident der diözesanen Kommission für den Klerus.
Am 13. Dezember 2014 ernannte ihn Papst Franziskus zum Titularbischof von Wigry und zum Weihbischof in Kattowitz. Die Bischofsweihe spendete ihm und dem gleichzeitig ernannten Adam Wodarczyk der Erzbischof von Kattowitz, Wiktor Skworc, am 6. Januar des folgenden Jahres. Mitkonsekratoren waren Alterzbischof Damian Zimoń und der Altbischof von Liegnitz, Stefan Cichy. Als Wahlspruch wählte er In te Domine speravi.